# 小马座
小马座（拉丁语名称Equuleus），北天星座，面积71.64平方度，占全天面积的0.174%，在全天88个星座中，面积排行第八十七位，仅比南十字座大。小马座中亮于5.5等的恒星有5颗，最亮星为虚宿二（小马座α），视星等为3.92。每年8月8日子夜小马座中心经过上中天。

## 特征
小马座位于飞马座西南，宝瓶座之北，是托勒密星座中最小的一个，没有亮于3等的恒星，所以在夜空中寻找到它有点困难。

## 星座神話
半人馬喀戎之女希波（Hippo）受杜卡利翁之曾孫埃俄洛斯引誘，後來希波有了埃俄洛斯的身孕，逃到山中匿藏誕下墨拉尼佩（Melanippe），孩子剛出生時，喀戎卻在到處找希波，希波要求神將自己變成母驢免被其父發現，女神阿耳忒弥斯成全她並將希波之映像置於天際，只露出其馬頭，免被其父喀戎發覺。
星圖中小馬座只露出其馬頭。

## 恒星
- 虚宿二（小马座α），黄色巨星，视星等3.92，小马座最亮的恒星，距离地球150光年。
- 司非二（小马座δ），密近双星，两颗子星的视星等分别为5.2和5.3，复合星等4.5，此外还有一颗9.4等的暗伴星。
- 司非一（小马座γ），猎犬座α2型变星，亮度介于4.58至4.77等，光变周期为314日。

### 重要主星
| 拜耳命名法 | 中國星官 | 英文名字 | 英文含意   | 視星等 |
| 小馬座α    | 虛宿二   | Kitalpha | 馬的一部份 | 3.92   |
| 小馬座β    | 司危一   | -        | -          | 5.16   |
| 小馬座γ    | 司非一   | -        | -          | 4.70   |
| 小馬座δ    | 司非二   | -        | -          | 4.47   |
| 小馬座9    | 司危二   | -        | -          | 5.81   |

## 深空天体
小马座天区没有值得注意的深空天体。只有一些亮度介于13等到15等的昏暗星系如NGC 7015，NGC 7040，NGC 7045和NGC 7046等。

## 流星雨
现在，小马座流星雨基本绝迹，可在其处于高峰的2月6日，还是有可能被观测到，其流星呈绿色。 
公元7世纪早期，在小马座发生过著名的“大白天”流星雨。当时有僧侣为此创作诗歌： 
伊奎拉斯是匹小马， 
 
它的流星雨令人羡慕惊诧。 
它们在那里飞奔，有的飞快，有的缓慢， 
 
老天爷，巨大火球一样的阵雨纷纷落下！

## 中国星官
中国古代传统将小马座天区划分为虛、司非、司危等星官。
- 虛Emptiness（虛2）：小馬座α
- 司非Deified Judge of Right and Wrong（虛2）：小馬座γ、δ
- 司危Deified Judge of Disaster and Good Fortune（虛2）：小馬座9、β